# Банан (плід)

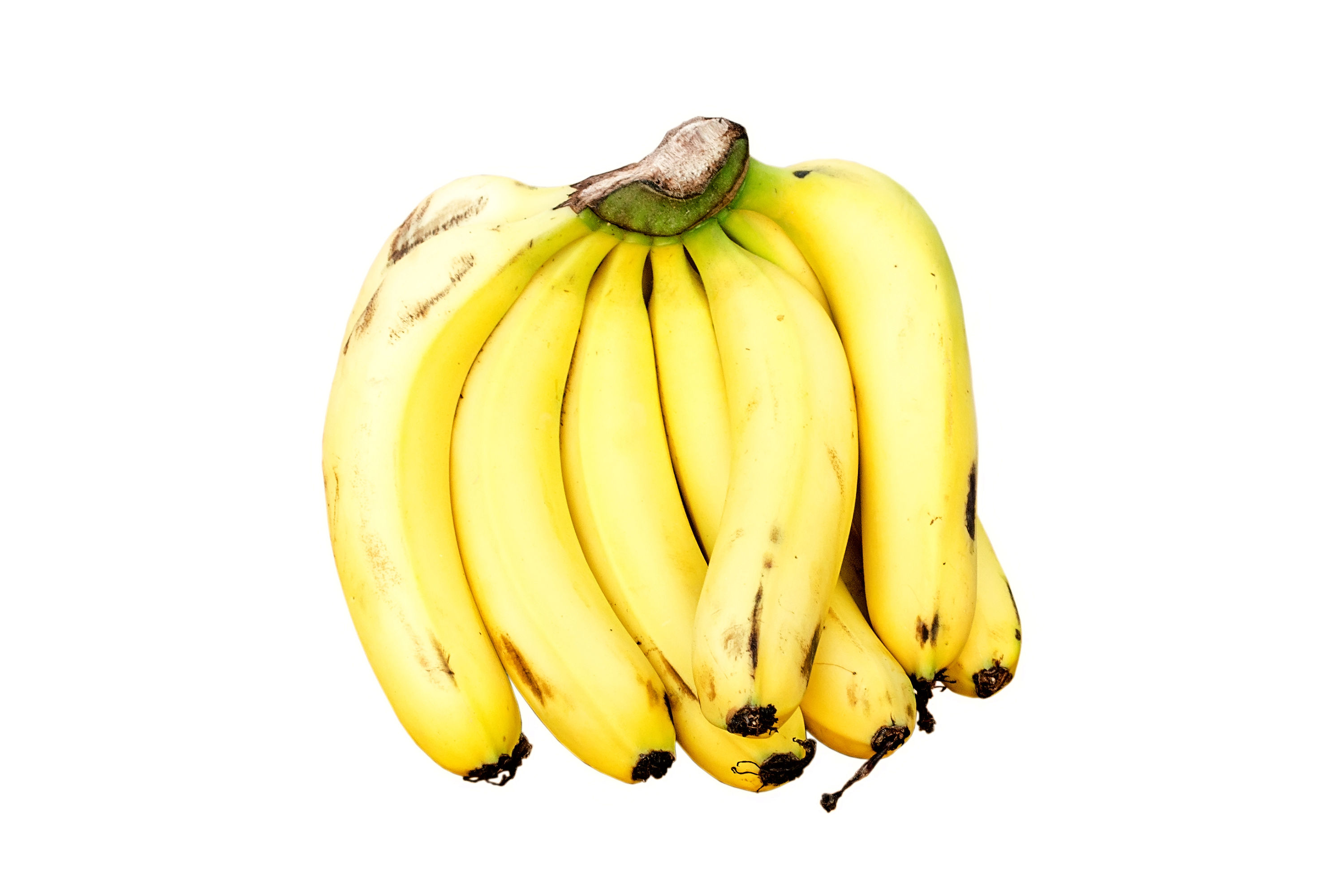
Cavendish bananas

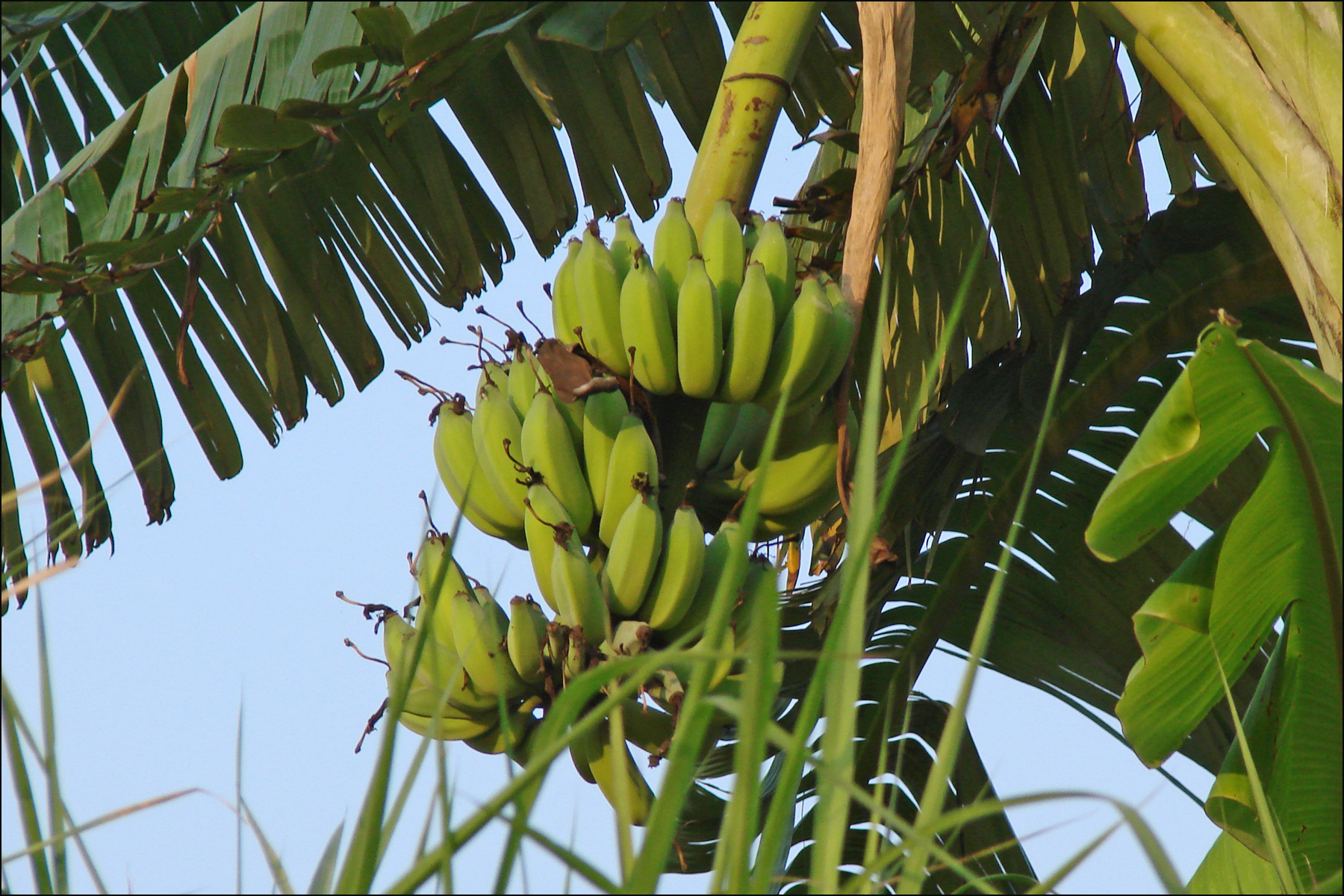
Плоди банана, що дозрівають (В'єтнам)

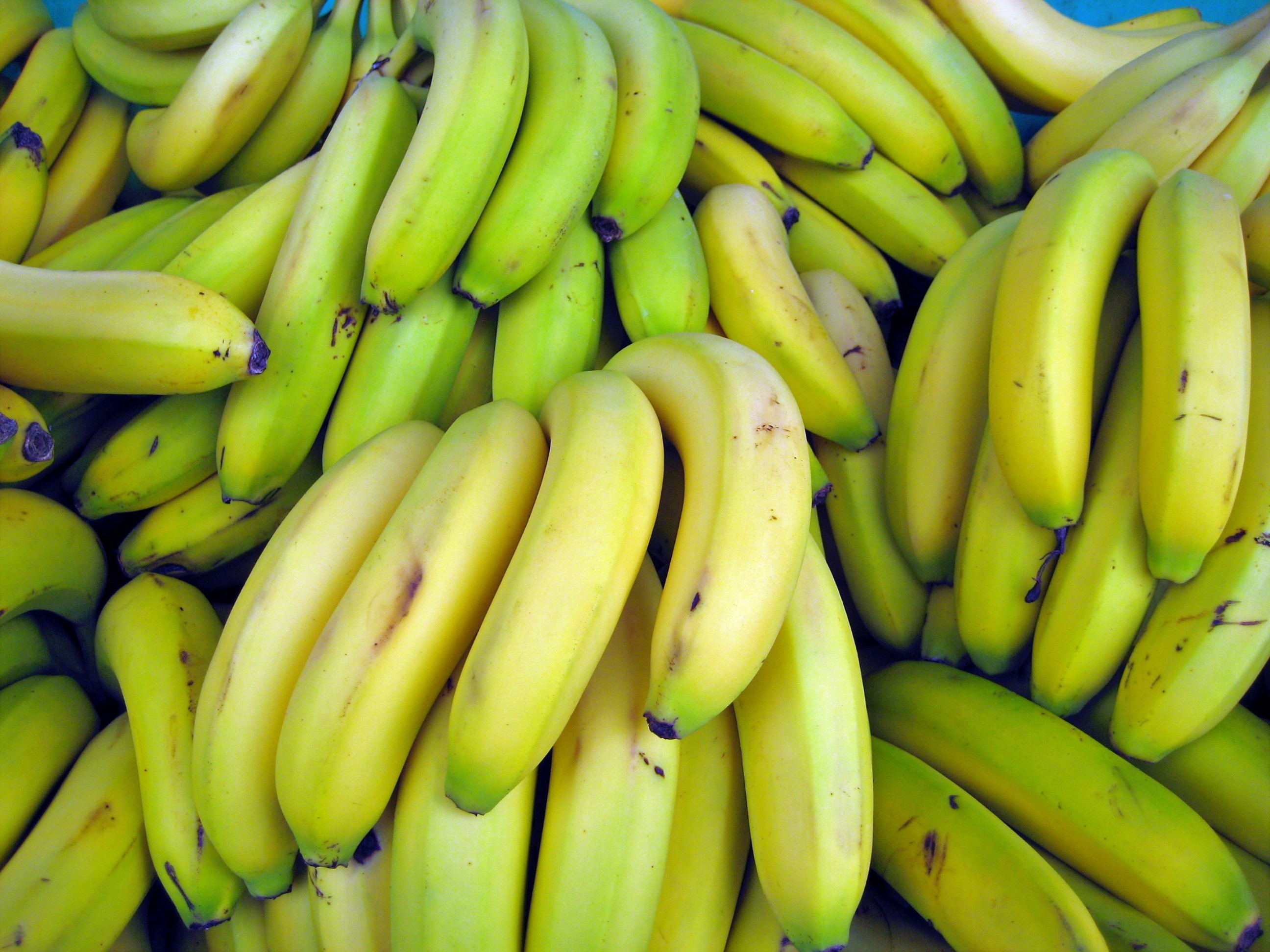
Типові товарні банани — недостиглі сорти '

Банан — їстівний фрукт, за біологічним типом — ягода, що отримується з культивованих видів роду Банан. Як правило це: Musa acuminata та Musa × paradisiaca, а також Musa balbisiana, Musa fehi, Musa troglodytarum та ряд інших. Також бананами можуть називати плоди Ensete ventricosum, що відносить до іншого роду родини бананових. У багатьох країнах банани є одним з основних джерел харчування. Їстівні сорти бананів умовно поділяються на дві основні групи: десертні, що вживаються головним чином в сирому або сушеному вигляді, і плантайни (або платано), які перед вживанням вимагають термічної обробки. М'якоть десертних сортів дуже солодка на смак, містить велику кількість вуглеводів, вітаміну C і деякі необхідні для організму мінеральні речовини, такі як фосфор, залізо, калій, кальцій і магній.

## Опис

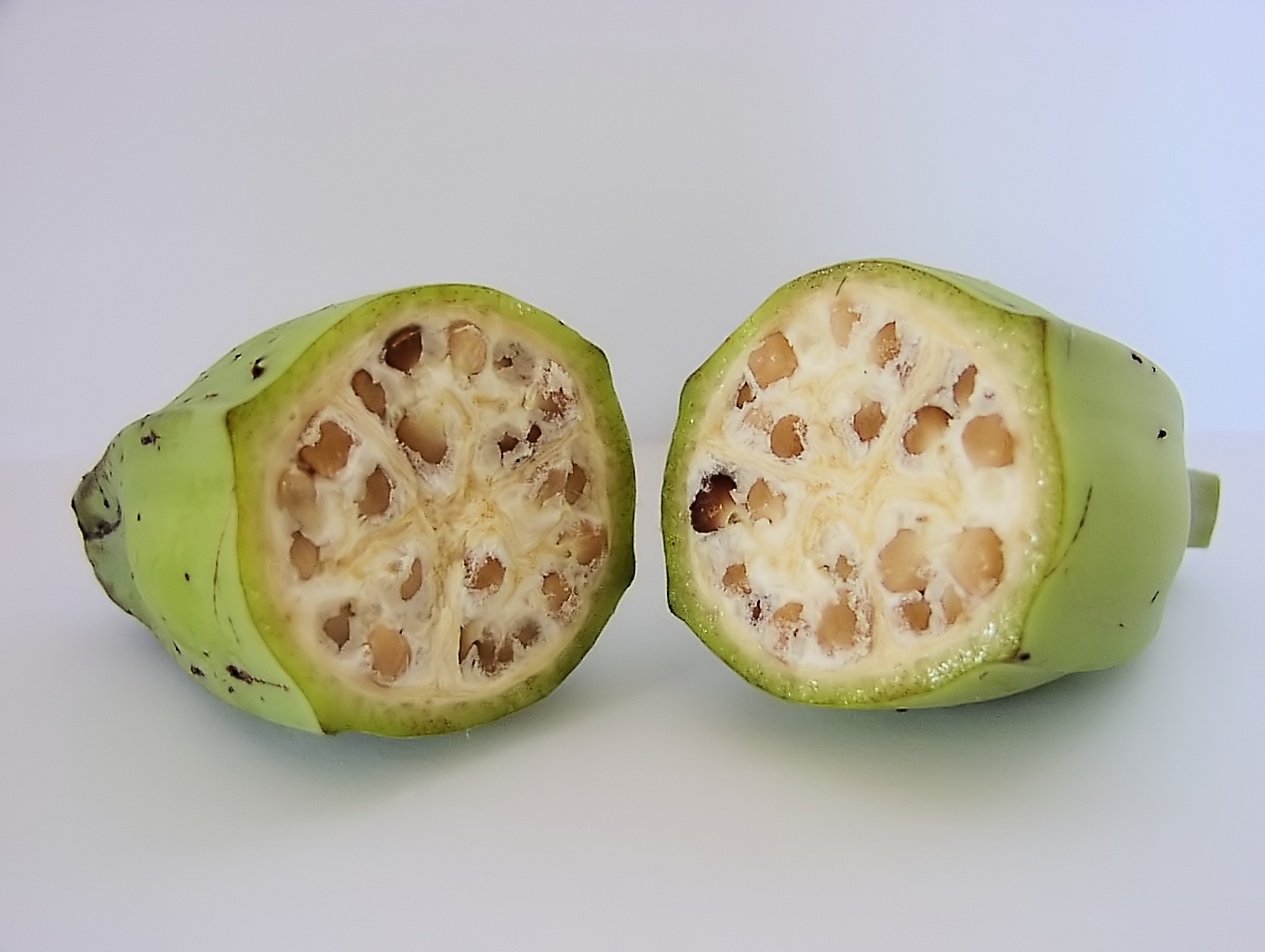
Дикий плід у розрізі

Плоди розвиваються тільки з жіночих квіток (двостатеві квітки безплідні) — розвиваючись, кожний ряд плодів все більше нагадує руки з багатьма пальцями, кожен з яких є товстошкірою, багатосім'яною ягодою. Розмір, колір і форма плодів можуть значно різнитись залежно від виду або сорту, але найчастіше вони довгасті, циліндричної або тригранної форми, випрямлені або загнуті. Довжина плоду варіює від 3 до 40 см, товщина — від 2 до 8 см. Колір шкірки може бути жовтим, зеленим, червоним або навіть сріблястим. М'якоть плода біла, кремова, жовта або оранжева. У незрілому стані вона тверда і клейка, але при дозріванні стає м'якою і соковитою. У культурних форм плід часто позбавлений насіння, тому рослину можна розмножувати тільки вегетативно, проте в дикорослих рослин м'якоть наповнена великою кількістю округлого або загостреного твердого насіння завдовжки 3—16 мм, при цьому його маса може бути більшою за масу м'якоті. На одній осі може розташовуватися до 300 плодів загальною масою до 50—60 кг. Для бананів характерний біологічний феномен, відомий як негативний геотропізм, — під час формування плоди під дією сили тяжіння спрямовані вниз, проте у міру зростання під дією гормонів одна або декілька осей починають рости вертикально вгору. Після закінчення плодоношення наземна частина рослини відмирає.

## Культивування

### Історія

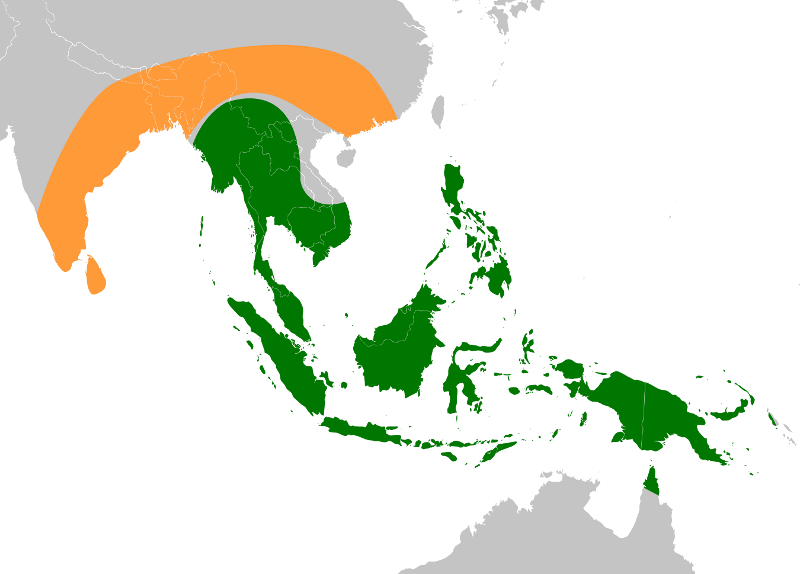
Природні ареали основних культивованих видів бананів. Ареал Musa acuminata показаний зеленим кольором, Musa balbisiana — помаранчевим

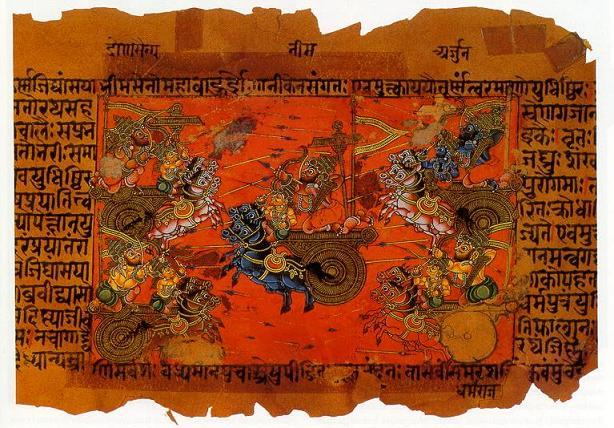
Одна з перших письмових згадок про банани міститься в стародавніх індійських рукописах Махабхарата

Банани — одні з найдавніших культивованих рослин. Їх батьківщиною вважаються острови Малайського архіпелагу, де, як вважають учені, стародавні мешканці вирощували їх і споживали як доповнення до рибної дієти. Подорожуючи островами Тихого океану, вони запасалися відомими їм фруктами, і таким чином сприяли розповсюдженню бананів. Першим з сучасних вчених, що встановив географічне походження бананів, став один із засновників наукової селекції, академік М. І. Вавілов, який в 1920-х — 1930-х роках досліджував різні регіони світу і описав результати в праці «Центри походження культурних рослин».
Перші письмові згадки про цей фрукт дійшли до нас зі священного тексту буддистів «Епічні правила Буддистів Палі» (англ. Epics of the Pali Buddhist canon), що відноситься до VI—V століття до н. е. — ймовірно, на той час банани за допомогою мореплавців вже були інтродуковані в Індії. Пізніше банани досить часто згадуються в стародавніх рукописах різними мовами. Наприклад, в індійських епосах Махабхарата і Рамаяна мовиться про те, що ченцям дозволено пити напій, приготований з бананів. Банани описуються в «Природній історії рослин» старогрецького філософа і одного із засновників ботаніки Теофраста, що жив у IV столітті до н. е. Китайський тактик і письменник Янг Фе (кит.: 楊阜), що жив за часів китайської династії Лян (502—557 н. е.), в своїй «Енциклопедії диковинок»[джерело?] вперше згадує про культивування бананів у цій країні. Римський письменник Пліній Старший у «Природній історії» (77 н. е.) згадує про те, що Олександр Македонський під час свого походу до Індії в 327 до н. е. спробував цей фрукт і навіть привіз його з собою до Європи. Якщо раніше в західному світі чіткої назви банана не простежується (греки, римляни і араби говорять про нього, як про «чудове індійське фруктове дерево»), то у Плінія Старшого він вперше згадується як «пала» (pala). Ця назва досі збереглася в одній з індійських мов малаялам.
Деякі учені вважають, що банани були також відомі і в Південній Америці до приходу європейців. Твердження обґрунтовуються тим, що залишки листя бананів знаходили в перуанських індіанських гробницях.
Вже з Індії банани були завезені в Палестину і на східне узбережжя Африки — цього разу арабами, що активно торгували рабами і слоновою кісткою, після 650 року н. е. (до народження Мухамеда арабам про банани відомо не було). Власне сучасна назва «банан», так чи інакше поширена у більшості сучасних європейських мов, має арабське походження і означає буквально «палець». До часу активного дослідження Західної Африки європейцями, яке припадає на 15 століття, банани там вже були добре відомі. Десь після 1402 року португальці привезли банани з Гвінеї на Канарські острови, де зайнялися їх вирощуванням, а в 1516 році — лише через 24 роки після відкриття Америки Колумбом — іспанці перевезли його на острів Гаїті (Еспаньйола). Цю подорож очолював іспанський місіонер чернець Томас де Берланга.
Попри те, що в тропіках банани швидко завоювали популярність, в європейських і американських країнах з помірним кліматом вони ще довгий час залишалися вкрай рідкісним і екзотичним продуктом, оскільки однією з вимог до їх транспортування і зберігання є підтримка постійної температури не вище 14 °C. Лише у другій половині 19 століття, з винаходом перших холодильних установок і будівництвом залізниць, з'явилась стабільна можливість доставки цих фруктів на північні ринки спочатку США, а потім і Європи. Навіть у наш час далеко не всі сорти цього фрукта придатні для експорту, і багато країн, такі як Китай, Індія, Таїланд і Бразилія, вирощують банани тільки для внутрішнього споживання або експортують у незначних кількостях.

### Вирощування

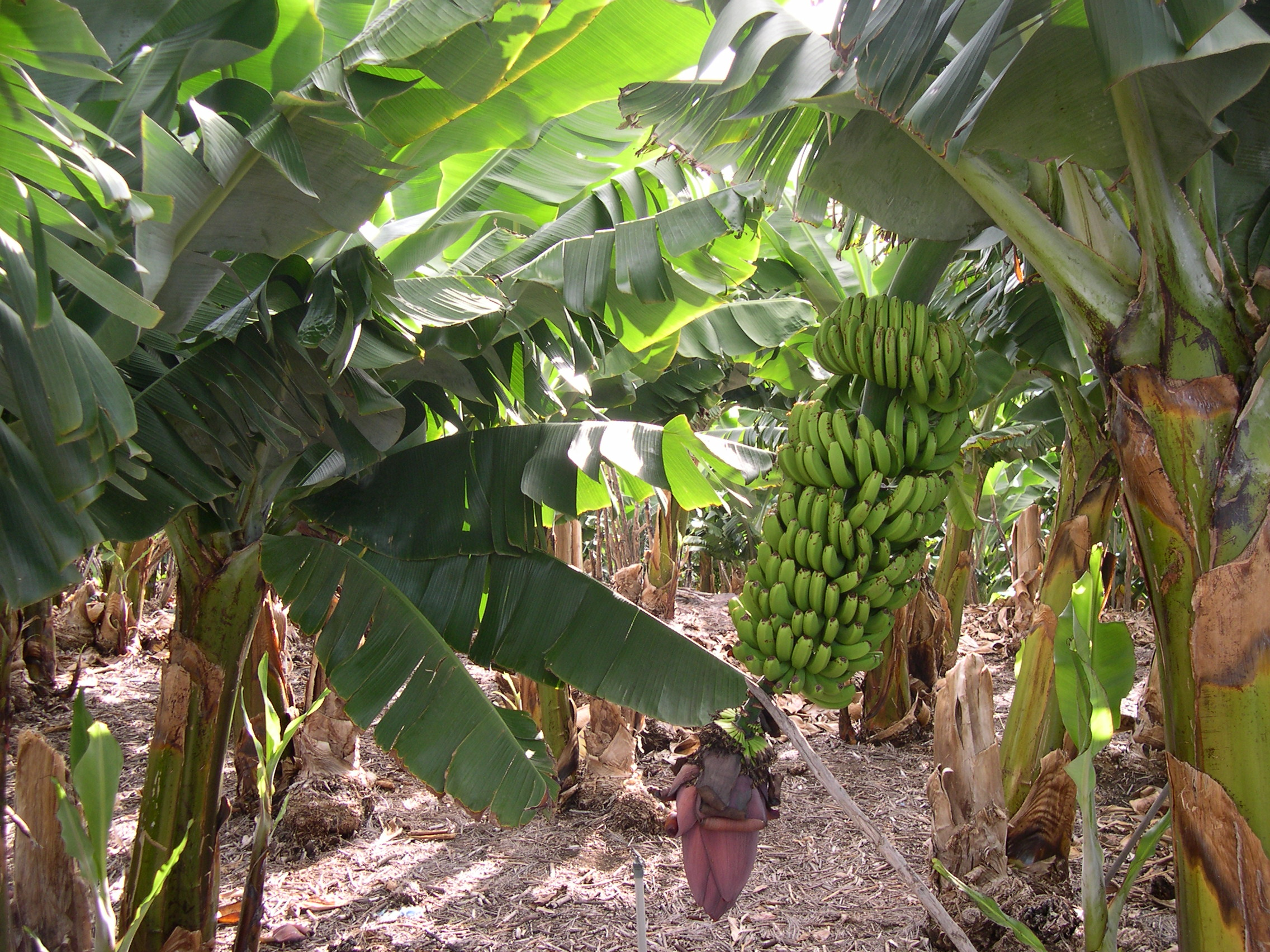
Бананова плантація

Як продукти харчування, банани культивують у тропіках — приблизно між 30° північної і 30° південної широти, на висоті до 2000 м над рівнем моря. Найсприятливішими умовами для вирощування цих рослин вважають температури від 26 до 35 °C вдень і від 22 до 28 °C вночі. При температурі нижче 16 °C ріст рослин значно сповільнюється, а при 10 °C — припиняється зовсім. Лише окремі сорти, такі як Раджапурі, здатні витримувати низькі температури близько 0 °C. Висота над рівнем моря, на якій рослини приживаються, залежить від довготи — зазвичай вона не перевищує 920 м, хоча на гавайському острові Мауї вони ростуть на висоті до 1000 м, а в Папуа Новій Гвінеї — до 2000 м над рівнем моря. Велике значення для культивування цих фруктів також має певний режим вологості — посушливий сезон не повинен тривати більше 3 місяців на рік, а середня норма опадів повинна складати не менше 100 мм на місяць. У разі нетривалого похолодання бананові плантації намагаються обігрівати — затоплюють їх водою або обкурюють димом. Багато культур чутливі до сильного вітру — неглибока коренева система нездатна утримати рослину на місці; і лише листя, що рветься уздовж прожилків, зменшує тиск на рослину. Для вирощування в промислових масштабах потрібен добре дренований, бажано кислий ґрунт. У ґрунті, небагатому мінеральними речовинами, рослини при хорошому догляді також будуть рости, проте в цьому випадку їх культивування може стати економічно невигідним. Врожайність плодів може досягати до 40 тис. кг на гектар площі щорічно.

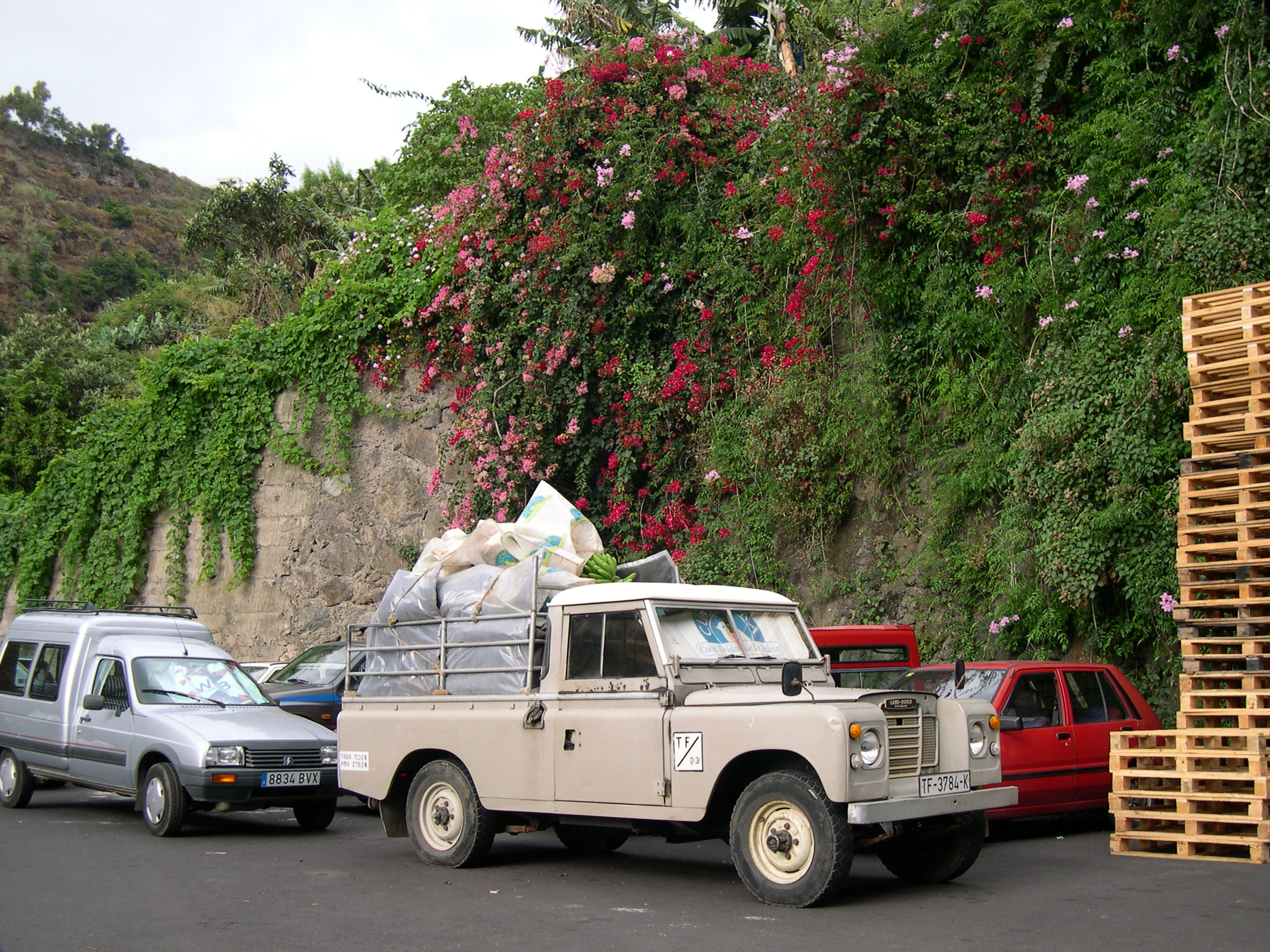
Транспортування плодів, Іспанія.

Період повного дозрівання плодів, починаючи з посадки, зазвичай займає 10—12 місяців, а для деяких сортів — 17—19 місяців. Для плантацій вибирають як родючі землі в річкових долинах, так і рівнинні ділянки і схили пагорбів. Якщо земля не схильна до ерозії, перед посадкою її добре орють. Розмноження в основному вегетативне, рідше насінням. Як правило, посадка проводиться перед або на початку сезону дощів — у цьому випадку саджанці отримують необхідну їм кількість вологи. Щільність насаджень варіює в широких межах і залежить від багатьох факторів — наприклад, при густішій посадці поліпшується опір вітру, проте збільшується чутливість до захворювань. Загалом, на одному гектарі може зростати від 600 до 4400 рослин.
Під час зростання плантації ретельно прополюють — для боротьби з бур'янами використовують різноманітні методи, як, наприклад, застосування гербіцидів, мульчування (обкладення коріння) сухим банановим листям і навіть використовують гусей, які охоче поїдають деякі бур'яни, при цьому не чіпаючи бананів. Якщо ґрунти недостатньо родючі, то їх активно удобрюють; склад мінеральних речовин, які використовують для підживлення, залежить від кожного конкретного випадку — це можуть бути азотні, калійні або фосфорні добрива.
Коли рослини плодоносять, їх обов'язково підпирають дерев'яними або бамбуковими жердинами, щоб вони не зламалися під вагою плодів; а самі плоди для кращого збереження покривають старим сухим листям, брезентом, мішковиною або пластиковою плівкою. Зрізують плоди ще зеленими, коли вони визріли лише на 75 % — у такому вигляді вони легше транспортуються і довше зберігаються. Банани погано зберігаються, оскільки в місцях механічних пошкоджень шкірки швидко виникають потемніння, які загнивають. Щоб банани не втратили свій товарний вигляд, їх обробляють лимонним соком або занурюють у вуглекислу мінеральну воду. Зберігати банани треба при температурі 8-10оС, бо при нижчій температурі вони теж псуються.
Як правило, одна і та ж рослина культивується протягом 5—6 років, після чого її врожайність помітно знижується; у природних умовах банани плодоносять протягом 25 років і більше.

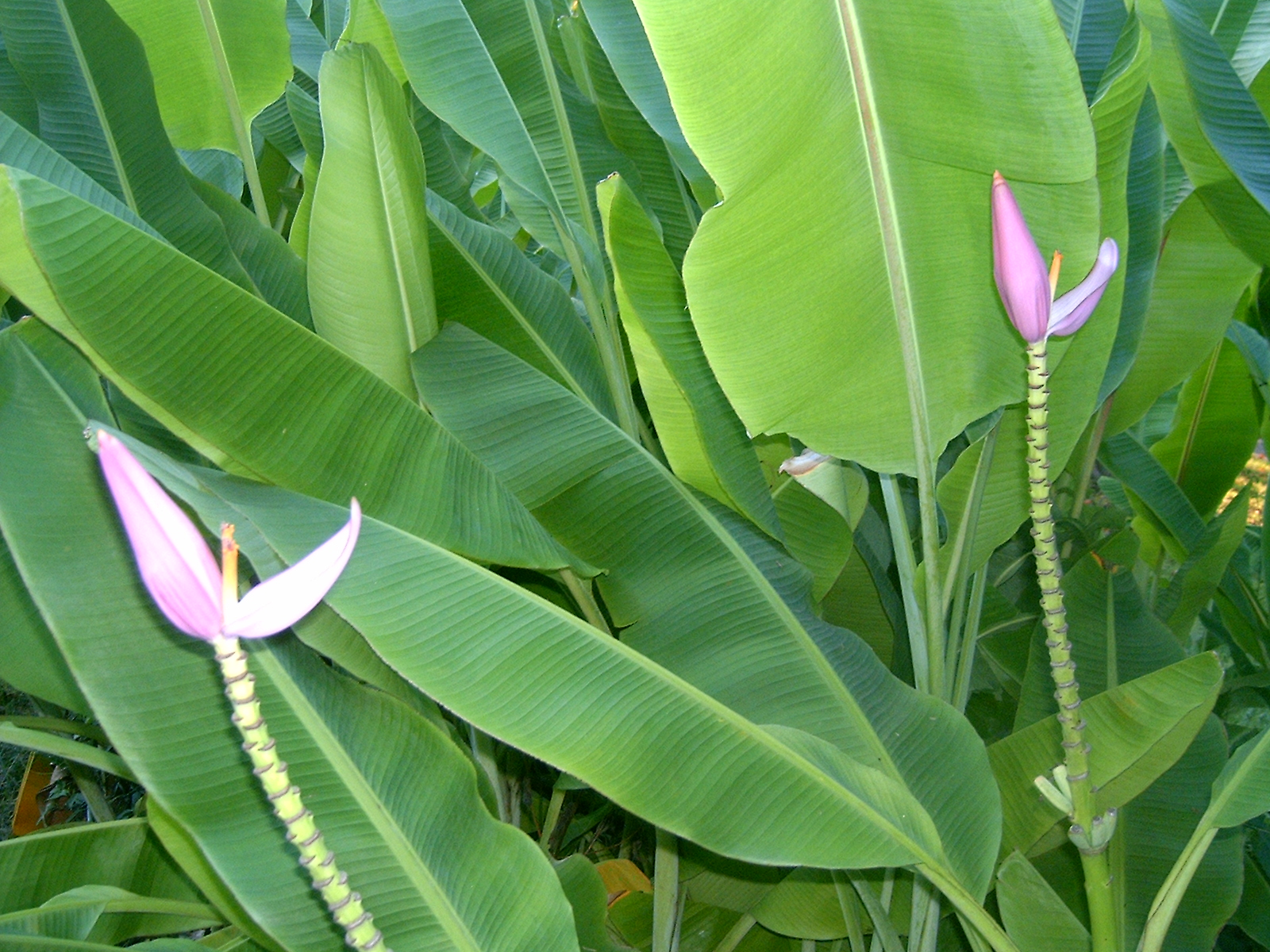
Цвітіння банана
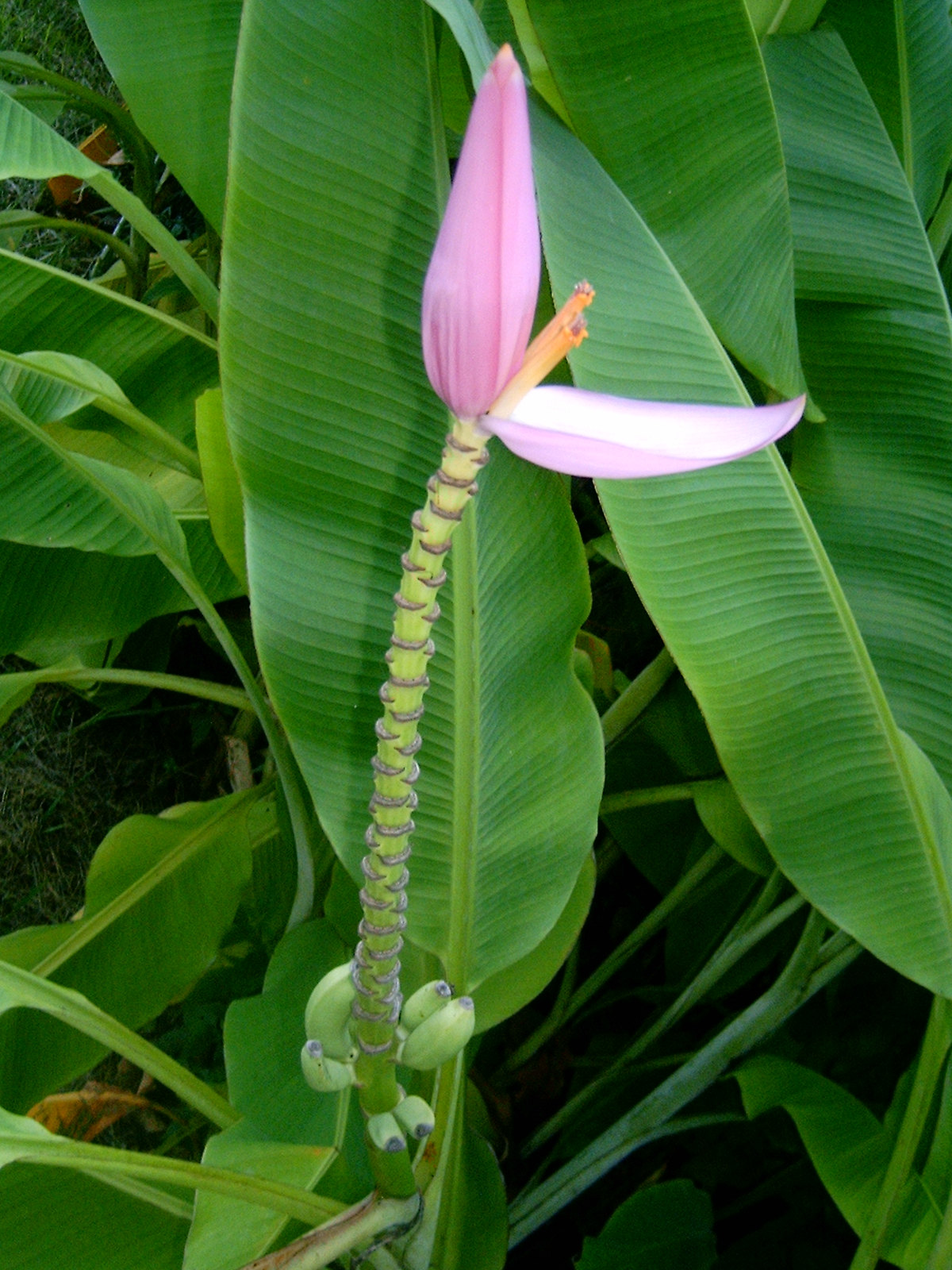
квіти і зав'язі банана
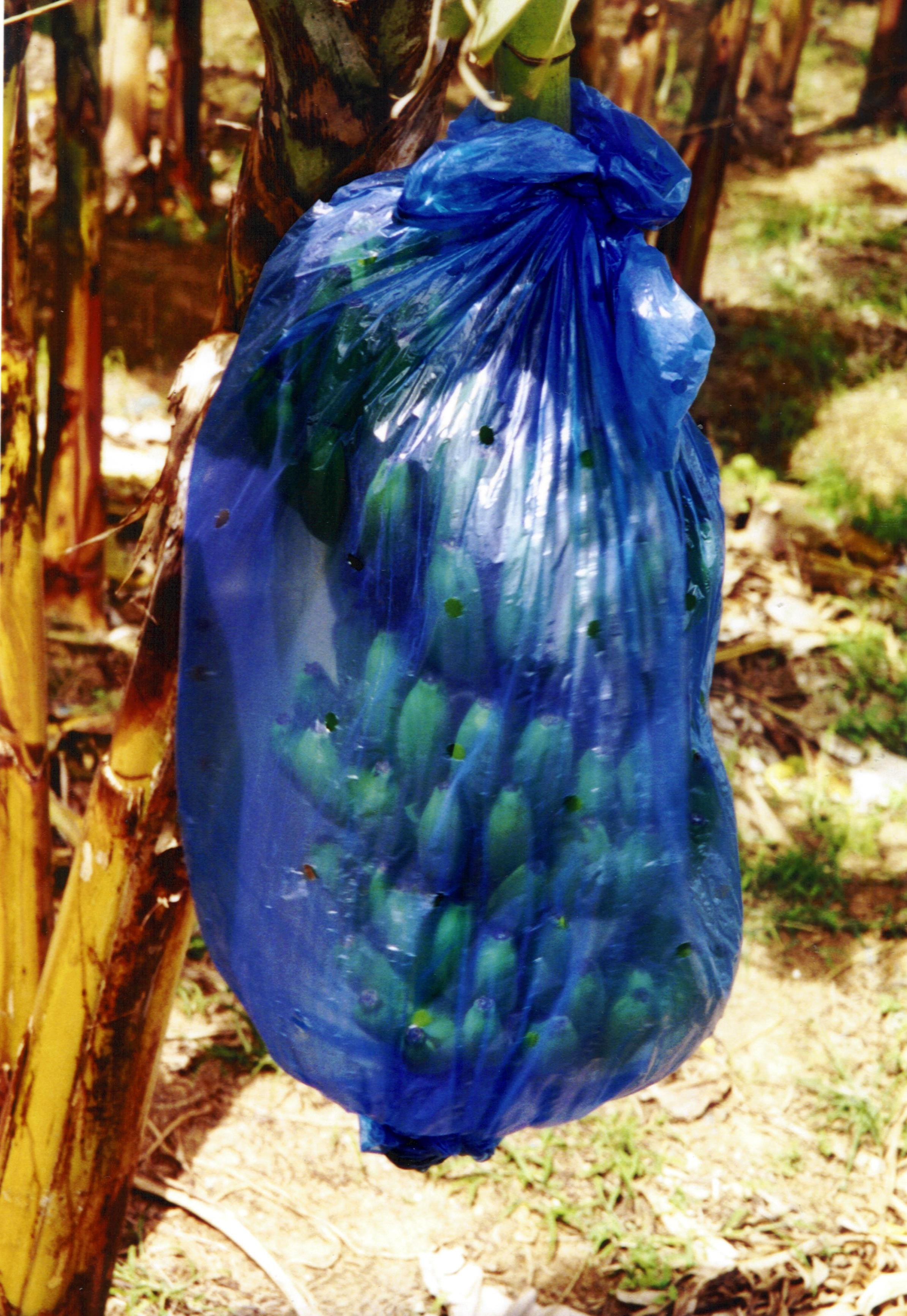
Плоди для кращого збереження покривають пластиком
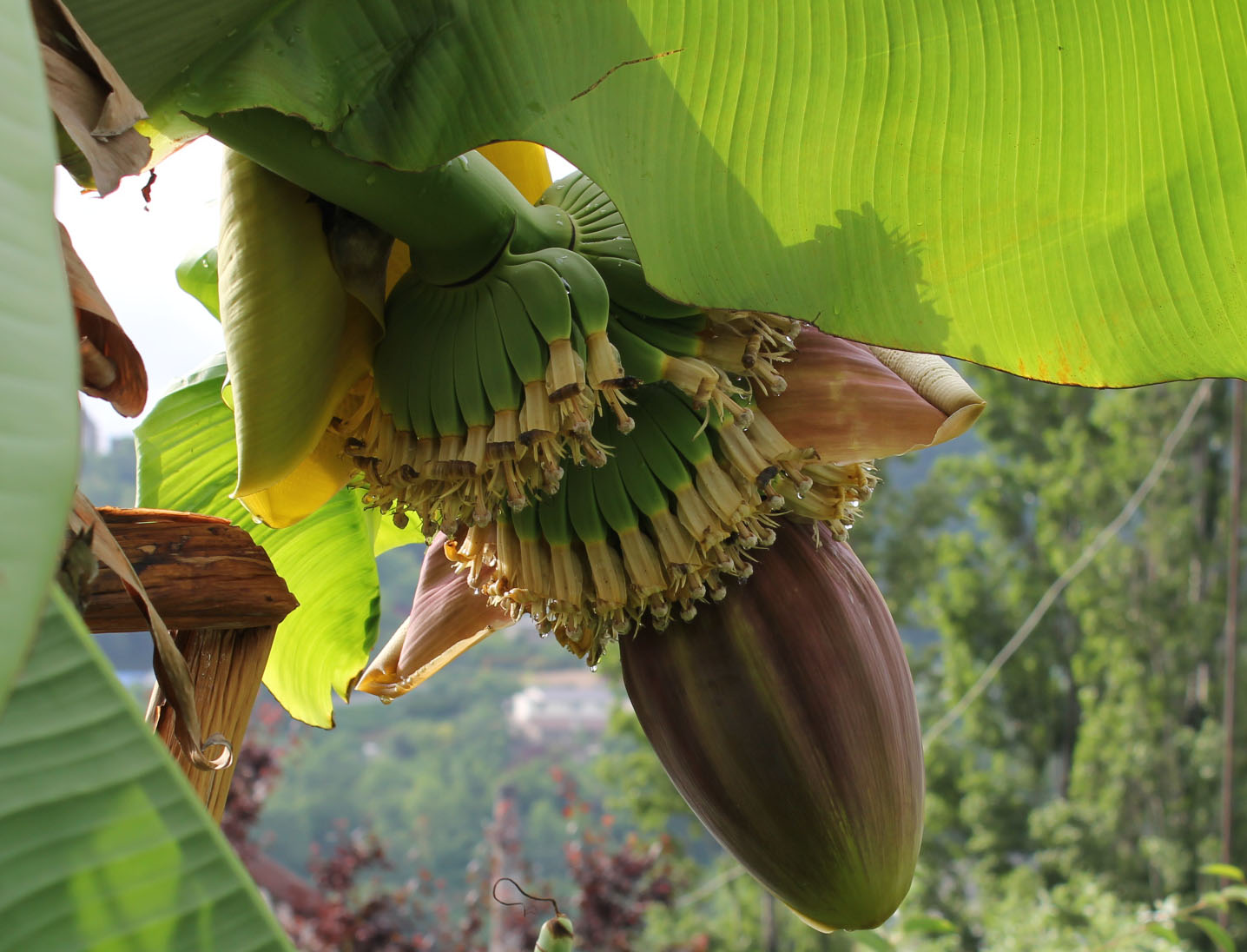
Квітка і зав'язь банана.
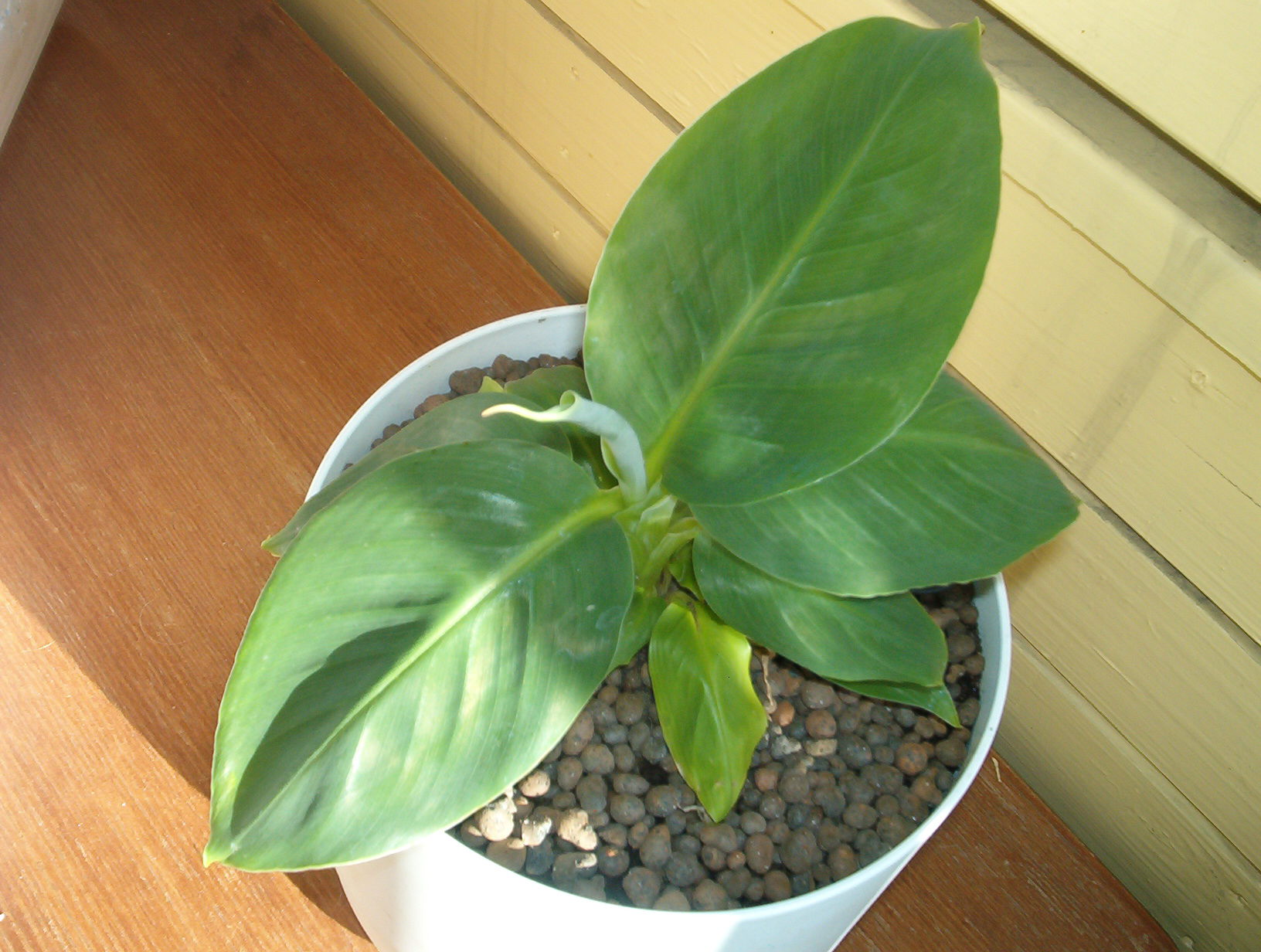
Банан у квітковому горщику

### Індустрія

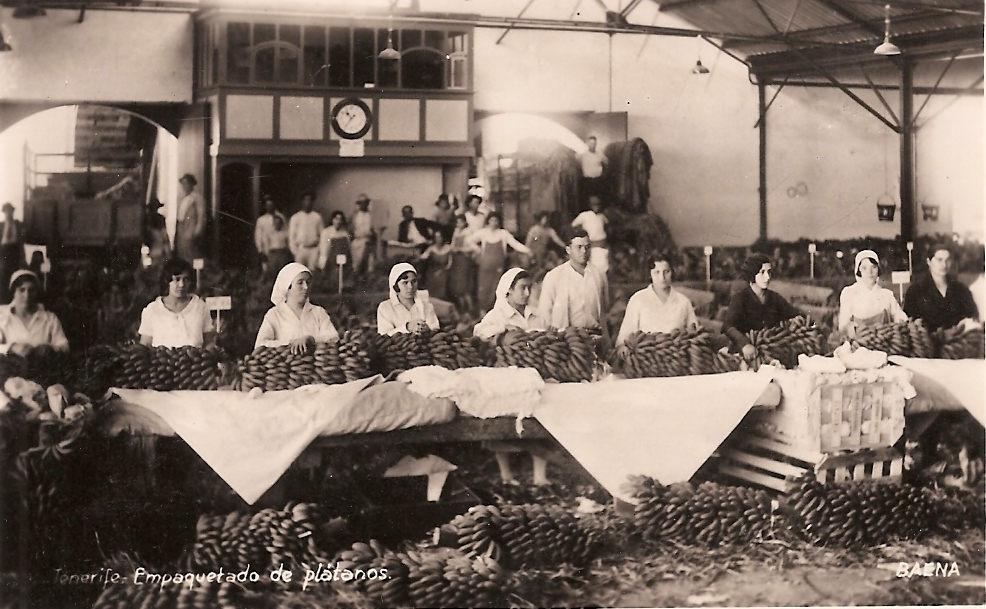
Упаковка бананів на острові Тенерифе, 1910 рік

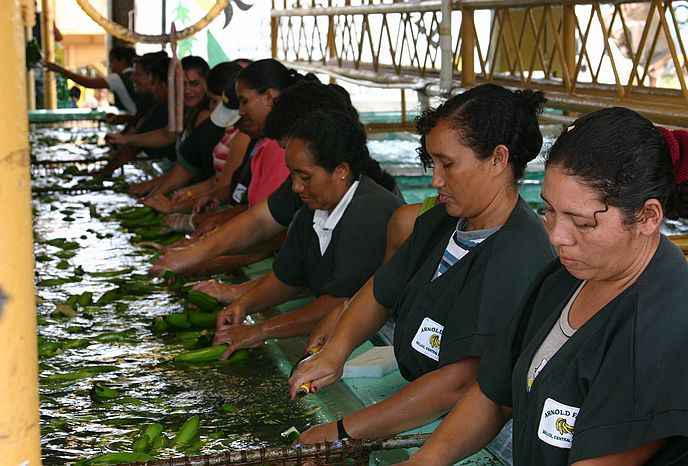
Сортувальниці бананів у Белізі відрізають банани від гілок

Розквіт індустрії бананів бере свій початок у другій половині 19 століття, коли з винаходом холодильних установок з'явилася можливість транспортування цього товару в регіони з помірним кліматом. Її засновниками вважають двох американців — Лоренцо Бейкера (Lorenzo D. Baker) і Майнора Кейта (Minor C. Keith), які незалежно один від одного в 1870 і 1872 роках зайнялися транспортуванням цих фруктів з країн Латинської Америки та Вест-Індії в США — перший доставляв товар з Ямайки в Бостон, а другий заснував плантацію в Коста-Риці і перевозив продукти морем до Нью-Орлеана і Нью-Йорка. Перші перевезення були ризиковані — у разі несприятливого вітру кораблі затримувалися в дорозі, і товар швидко псувався.
Проте вже на початок 20 століття бізнес став швидко розвиватися, і з легкої руки американського письменника О. Генрі (повість «Королі і капуста») навіть з'явився термін «бананова республіка», що відноситься до економічно слабких держав, повністю залежних від експорту цих фруктів. Бурхливе зростання індустрії продовжилося і в 20 столітті — тільки з 1961 року по 2001 рік виробництво товару зросло більш ніж у 3,5 разу.
У даний час банани вирощують практично в усіх країнах з вологим тропічним кліматом, головним чином у країнах, що розвиваються. Згідно з даними Продовольчої і сільськогосподарської організації ООН (FAO), що займається питаннями розвитку сільського господарства, загальний обсяг вирощених бананів у світі в 2001 році ймовірно склав близько 99 млн тонн (цифра приблизна, оскільки враховує весь врожай, включаючи також присадибні ділянки). Далеко не всі країни займаються експортом цієї продукції — наприклад, Індія, Бразилія, Китай, Таїланд вирощують її лише для внутрішнього споживання.
Проте за об'ємом продукції Індія і Бразилія, а також Еквадор, займають лідируючі позиції у світі — частка Індії становить 23 %, а Бразилії і Еквадору — по 9 % (середні показники 2001—2005, FAO). Близько 80 % всього експорту припадає на країни Латинської Америки — в основному, це Еквадор (28,5 %), Коста-Рика (13,9 %), Колумбія (10,0 %) і Гватемала (5,8 %). Великий об'єм експорту також припадає на Філіппіни (11,7 %) (середні показники 2001—2004, FAO). Багатьом острівним державам банани приносять левову частку доходів від експорту — наприклад, у Сент-Люсії вона становить майже половину (49,6 %). Основні імпортери продукції — Євросоюз (33,9 %), США (28,3 %) і Японія (7,1 %) (середні показники 2001—2004, FAO).
У 15 країнах з найбільшим рівнем виробництва, бананова промисловість щорічно обробляє 42 млн тонн бананів, зібраних з 2 млн гектарів.
| \| Виробництво бананів за країною — 2005 (в млн тонн) \| Виробництво бананів за країною — 2005 (в млн тонн) \| \| -------------------------------------------------- \| -------------------------------------------------- \| \| Індія \| 16,8 \| \| Бразилія \| 6,7 \| \| КНР \| 6,4 \| \| Еквадор \| 5,9 \| \| Філіппіни \| 5,8 \| \| Індонезія \| 4,5 \| \| Коста-Рика \| 2,2 \| \| Мексика \| 2,0 \| \| Таїланд \| 2,0 \| \| Колумбія \| 1,6 \| \| Бурунді \| 1,6 \| \| Всього \| 72,5 \| \| \| \| \| За даними UN Food & Agriculture Organisation[14] \| \| | - Об'єм виробництва, 2005 - Основні експортери, 2005 - Основні імпортери, 2005 - Споживання в Україні, 1992—2005 |
| Виробництво бананів за країною — 2005 (в млн тонн) | |
| Індія | 16,8 |
| Бразилія | 6,7 |
| КНР | 6,4 |
| Еквадор | 5,9 |
| Філіппіни | 5,8 |
| Індонезія | 4,5 |
| Коста-Рика | 2,2 |
| Мексика | 2,0 |
| Таїланд | 2,0 |
| Колумбія | 1,6 |
| Бурунді | 1,6 |
| Всього | 72,5 |
| | |
| За даними UN Food & Agriculture Organisation | |

## Сорти
Всього відомо близько 500 культивованих сортів бананів, проте частина з них мало відома або більш не культивується унаслідок ураження хворобами. Найбільша у світі колекція бананів, що включає більше 470 сортів, знаходиться в муніципалітеті Ла-Ліма в Гондурасі.
- Диплоїди (сорти з двома гаплоїдними наборами в ядрі (2n)):
  - Леді Фінгер, або Дамський пальчик (Lady Finger, Date, Fig, Dedo de Dama та ін.) — рослина висотою до 7,5 м, з тонким стеблом і добре розвиненою кореневою системою. Плоди невеликі — 10—12,5 см завдовжки, ясно-жовті з червоно-коричневими штрихами, з товстою шкіркою, злегка ребристі. У зв'язці 12—20 плодів. М'якоть м'яка, дуже солодка. Широко культивується в Австралії; також поширений в Латинській Америці. Сорт стійкий до посухи, до панамської хвороби і рисового довгоносика (Sitophilus oryzae). У порівнянні з сортом Гро-Мішель менш транспортабельний.

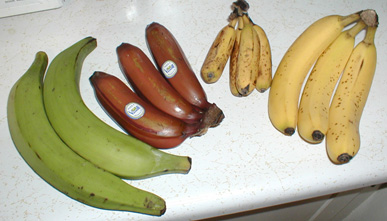
Різні сорти бананів

- Триплоїди (сорти з трьома гаплоїдними наборами в ядрі (3n)):
  - Гро-Мішель (Gros Michel) — раніше один з сортів бананів, що найбільш широко продавалися в країнах Північної Америки і Європи. Культивується в країнах Центральної Америки і Центральної Африки. Висока рослина; плоди з товстою шкіркою, великі, жовті, солодкі, з великою кількістю крохмалю. Добре транспортабельний. Сорт почав швидко деградувати під впливом грибка Fusarium oxysporum f. sp. cubense, що викликає так звану «панамську хворобу». Останнім часом практично не культивується.
  - Карликовий Кавендіш (Dwarf Cavendish) — невисока (1,8—2,4 м) рослина з широким листям. Стійкий до низьких (до 0 °C) температур. Плоди яскраво-жовті, середнього розміру, тонкошкірі[15]. Зовні цей сорт відрізняється тим, що, на відміну від інших, у нього при цвітінні чоловічі квітки не облітають, а засихають, при цьому залишаючись на квітконіжці. На шкірці зрілих плодів (як і у інших сортів їх групи Кавендіш) з'являються дрібні бурі плямочки. Росте в Західній і Південній Африці, а також на Канарських островах. Чутливий до чорного довгоносика (Cosmopolites sordidus) і до круглих червів (Nematodes).
  - Гігантський Кавендіш (Giant Cavendish, Mons Mari, Williams, Williams Hybrid) — рослина 2,5—5 м заввишки. Порівняно з Карликовим Кавендішем плоди з товщою шкіркою і більші. Культивується на Тайвані, на Гавайських островах, у Колумбії, Австралії, Мартиніці і Еквадорі.
  - Лакатан (Lacatan, Pisang masak hijau) — найвища рослина з групи Кавендіш — висота становить 420—490 см; довжина плоду 15—20 см. Зростає на Філіппінах, Індонезії, Малайзії і на Ямайці. Листя з червоними краями. Чутливий до чорного довгоносика і круглих червів. В наш час[коли?] в промислових масштабах не вирощується, бо плоди погано зберігаються.

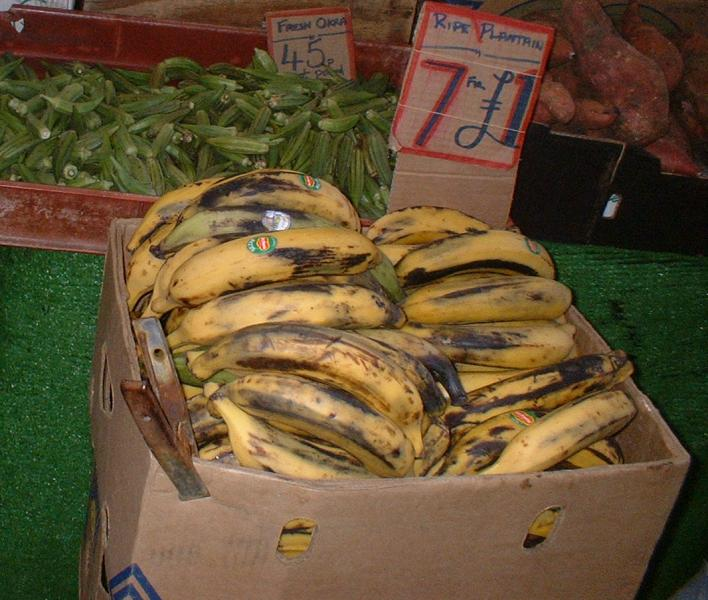
Плантайни виглядають помітно більшими за десертні сорти

- - Робуста (Robusta) — ще один сорт з групи Кавендіш, близький до сорту Лакатан, проте в порівнянні з ним більш низькорослий. У промислових масштабах культивується в Бразилії, Самоа, Фіджі і Австралії. Останнім часом все більше вирощується на островах Вест-Індії і в Центральній Америці, де витісняє Лакатан і Гро-Мішель.
  - Валері (Valery) — одна з найвищих рослин з групи Кавендіш. За харчовими властивостями майже не відрізняється від Робусти, але плід, на відміну від інших сортів цієї групи, при приготуванні твердне і консистенцією нагадує віск. Стійкий до «панамської хвороби», проте чутливий до чорного довгоносика і круглих червів.
  - Айс-Крім (Ice Cream, Cenizo, Krie) — висока (300—450 см) рослина з довгим квітковим стеблом. Вирощується на Гавайських островах, на Філіппінах і в Центральній Америці. Плід 17,5—22,8 см завдовжки; на відміну від інших сортів, у незрілому вигляді має голубуватий з сріблястим відтінком колір, а при дозріванні стає блідо-жовтим. М'якоть біла, солодка.
  - Блакитна Ява (Blue Java Banana), який називають ще "банан-морозиво" — висока рослина що досягає до 600 см, із сильним стеблом, стійка до холоду та вітру. Плід 17—23 см завдовжки; має смак ванільного морозива та у зв'язку з ніжною серцевиною непридатний для експорту.[16]
  - Майсур (Mysore, Fillbasket, Poovan) — індійський сорт, 420—280 см заввишки; займає близько 70 % всієї банановій індустрії в цій країні. Названий на честь міста Майсур, другого за величиною в штаті Карнатака. Також вирощується в Бірмі, Таїланді, Малайзії та Шрі-Ланці. Стійкий до «панамської хвороби». Плоди середнього розміру, тонкошкірі, яскраво-жовті, кисло-солодкі на смак.
  - Раджапурі (Rajapuri) — також індійський сорт, 210—240 см заввишки. Вирощується на невеликих ділянках на периферії полів. Стійкий до сильного вітру, неродючих ґрунтів і навіть легких заморозків. У порівнянні з іншими сортами, листя ширше — до 90 см. Плід великий і дуже солодкий.

## Харчова цінність
Харчові властивості бананів на 100 г продукту:
|                          | Десертні банани | Десертні банани | Десертні банани | Десертні банани  | Плантайни   | Плантайни  | Плантайни                   |
|                          | Стиглі          | Зелені          | Сушені          | Борошно (зелені) | Стиглі      | Зелені     | Сушені (в зеленому вигляді) |
| ------------------------ | --------------- | --------------- | --------------- | ---------------- | ----------- | ---------- | --------------------------- |
| Калорійність (ккал)      | 65,5—111        | 108             | 298             | 340              | 110,7—156,3 | 90,5—145,9 | 359                         |
| вміст вологи (г)         | 68,6—78,1       | 72,4            | 19,5—27,7       | 11,2—13,5        | 52,9—77,6   | 58,7—74,1  | 9,0                         |
| Білки (г)                | 1,1—1,87        | 1,1             | 2,8—3,5         | 3,8—4,1          | 0,8—1,6     | 1,16—1,47  | 3,3                         |
| Жири (г)                 | 0,016—0,4       | 0,3             | 0,8—1,1         | 0,9—1,0          | 0,1—0,78    | 0,10—0,12  | 1,4                         |
| Вуглеводи (г)            | 19,33—25,8      | 25,3            | 69,9            | 79,6             | 25,50—36,81 | 23,4—37,61 | 83,9                        |
| Клітковина (г)           | 0,33—1,07       | 1,0             | 2,1—3,0         | 3,2—4,5          | 0,30—0,42   | 0,40—0,48  | 1,0                         |
| Зола (г)                 | 0,60—1,48       | 0,9             | 2,1—2,8         | 3,1              | 0,63—1,40   | 0,63—0,83  | 2,4                         |
| Кальцій (мг)             | 3,2—13,8        | 11              |                 | 30—39            | 5,0—14,2    | 10,01—12,2 | 50                          |
| Фосфор (мг)              | 16,3—50,4       | 28              |                 | 93—94            | 21,0—51,4   | 32,5—43,2  | 65                          |
| Залізо (мг)              | 0,4—1,50        | 0,9             |                 | 2,6—2,7          | 0,40—0,11   | 0,56—0,87  | 1,1                         |
| β-Каротин (мг)           | 0,006—0,151     |                 |                 |                  | 0,11—1,32   | 0,06—1,38  | 45                          |
| Вітамін B1 (мг)          | 0,04—0,54       |                 |                 |                  | 0,04—0,11   | 0,06—0,09  | 0,10                        |
| Вітамін B2 (мг)          | 0,05—0,067      |                 |                 |                  | 0,04—0,05   | 0,04—0,05  | 0,16                        |
| Вітамін PP (мг)          | 0,60—1,05       |                 |                 |                  | 0,48—0,70   | 0,32—0,55  | 1,9                         |
| Аскорбінова кислота (мг) | 5,60—36,4       |                 |                 |                  | 18—31,2     | 22,2—33,8  | 1,                          |
| Триптофан (мг)           | 17—19           |                 |                 |                  | 8—15        | 7—10       | 14,0                        |
| Метіонін (мг)            | 7—10            |                 |                 |                  | 4—8         | 3—8        |                             |
| Лізин (мг)               | 58—76           |                 |                 |                  | 34—60       | 37—56      |                             |

## Страви

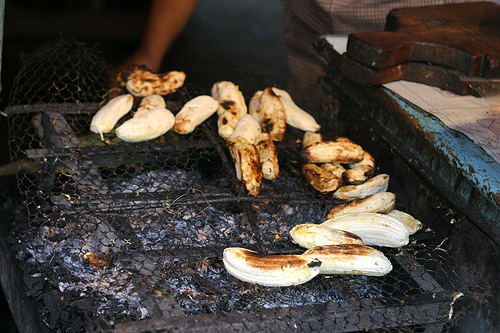
Підсмажені на вугіллі банани — традиційна форма приготування бананів на острові Суматра в Індонезії

У країнах з помірним кліматом банани найчастіше сприймаються як десертний продукт, який споживають у свіжому очищеному вигляді або використовують як добавки до кондитерських виробів і морозива. Проте в тропіках найчастіше знаходять застосування плантайни — банани, що вимагають попередньої термічної обробки. Близько 80 % всіх культивованих бананів відносяться саме до цієї категорії.
На островах Карибського моря їх варять в шкірці, при цьому іноді додаючи всілякі приправи — сіль, оцет, чорний перець, оливкову олію, цибулю, часник та ін. У Коста-Риці з них виготовляють так званий «мед» — густий сироп, що утворюється після тривалого варіння очищених плодів. Підсмажені в оливковій олії банани вважають звичайним гарніром до різних страв. У багатьох країнах Латинської Америки (Домініканскій Республіці, Еквадорі, Гондурасі, Панамі, Перу, Колумбії, Кубі, Пуерто-Рико, Ямайці, Тринідаді і Тобаго, Нікарагуа і Коста-Риці) популярна страва під назвою мадурос (Maduros) — стиглі і очищені плантайни розрізають на косі плястерки завтовшки 3—4 мм, посипають сіллю і смажать на олії до утворення золотисто-коричневої шкоринки. Перед вживанням кладуть на тарілку, покриту паперовим рушником. У Камеруні ця страва відома під назвою міссол (Missole). У Венесуелі відома національна страва йо-йо (Yo-Yo) — між двома часточками смажених бананів кладеться шматочок м'якого білого сиру, і все це скріпляється дерев'яною зубочисткою.

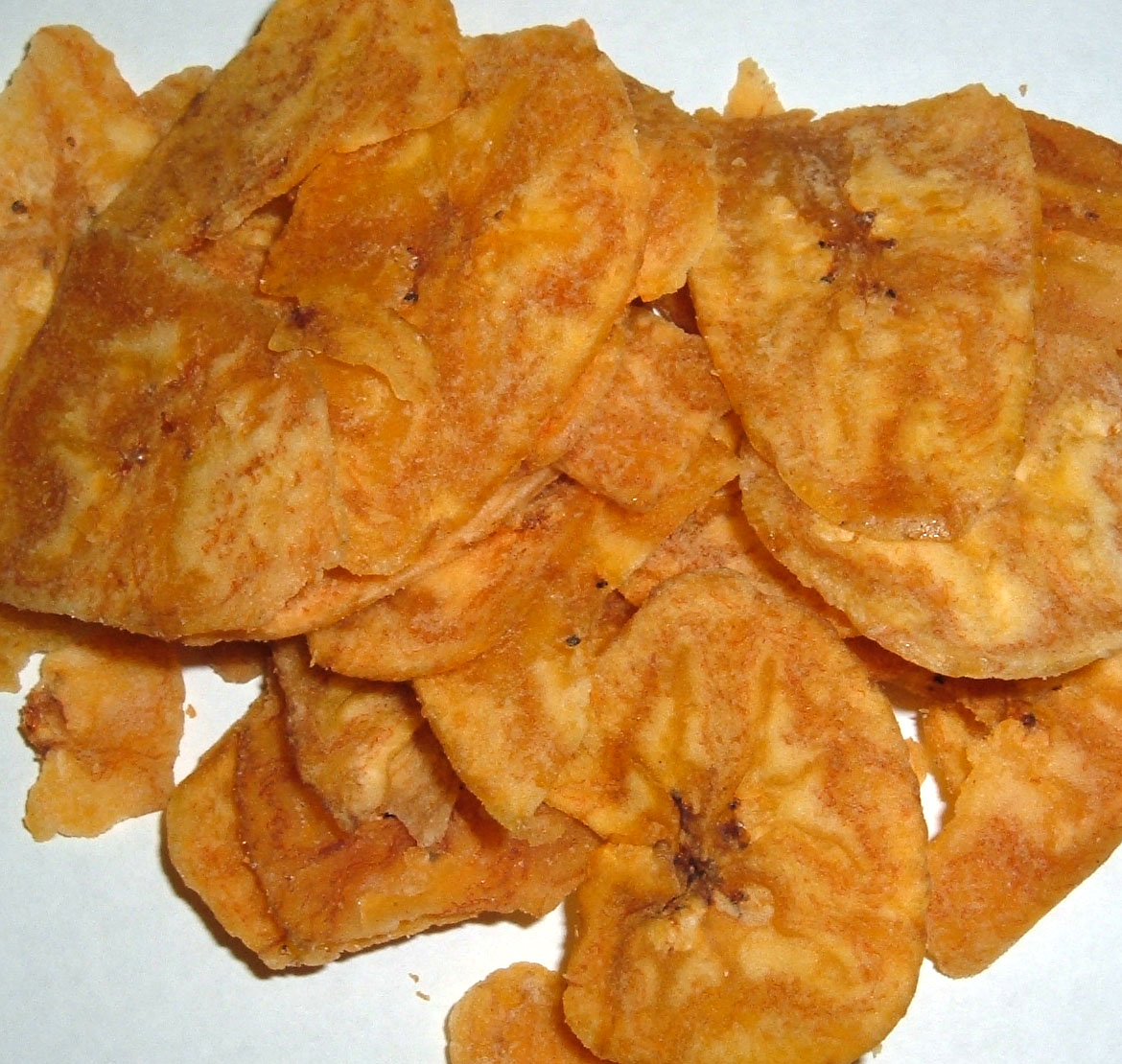
Бананові чипси

У Полінезії і на інших островах Океанії незрілі плоди цілком запікають на каменях. Стиглі банани розрізають на часточки, додають кокоси або кокосовий крем, загортають у бананове листя і запікають у печі. У Полінезії існує традиція приготування страви масі (masi) — своєрідних консервів з бананів або плодів хлібного дерева, що заготовлюються на випадок голоду. Спочатку на дно ями стелять бананове листя. Потім до ями шарами складаються плоди, заздалегідь загорнуті в листя геліконії. Яма вкривається ще одним шаром бананового листя і зверху придавлюється гнітом. Маса, що перебродила, готова до споживання вже через місяць і зберігається протягом року. Перед споживанням її формують у вигляді печива або коржиків і запікають у печі.
У Кот-д'Івуарі популярна страва під назвою алоко (Aloco) — часточки плантанів разом з помідорами, цибулею і червоним перцем смажать на пальмовій олії і подають до смаженої на грилі риби. У Західній Африці, і особливо в Нігерії, відома страва ева-додо (Ewa dodo) — в ній банани служать гарніром до тунця або креветок. У Гані з бананів, з додаванням тіста з кукурудзяного борошна і приправ з цибулі, імбиру та перцю, роблять млинці, відомі під назвою фаталь (fatale). Рагу фуфу (fufu), що вживаються разом з супом, містить в собі у тому числі і банани.

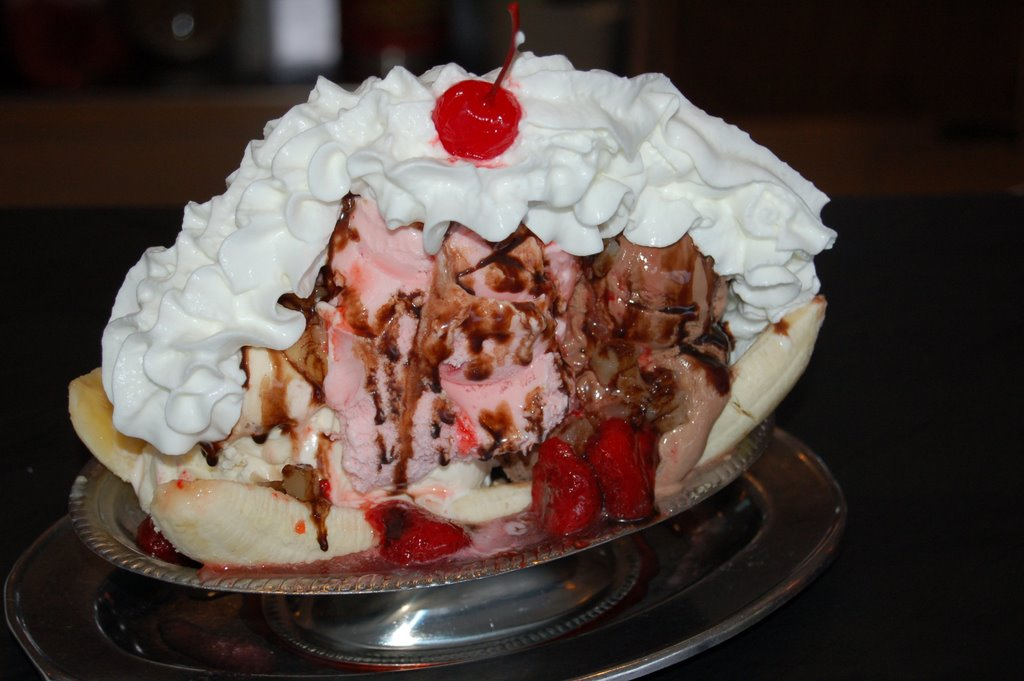
Banana split (роздвоєний банан)

На Філіппінах популярний банановий кетчуп, який з'явився в другу світову війну, під час японської окупації, коли звичайний томатний кетчуп був дефіцитом. Він виготовляється з бананового пюре з цукром, оцтом, спеціями і червоним харчовим барвником. У США популярна страва Banana split (роздвоєний банан). Страва представляє із себе часточки банана, укладені на тарілку з морозивом, і збитими вершками зверху. Такий десерт часто подається після «формального» обіду в ресторані.
Крім плоду банана, в Бенгалії і Кералі в їжу вживається також і квітка суцвіття: або у сирому вигляді після умочування її в соус, або у вареному вигляді в супах і підливах (т. з. керрі або карі). Банани також йдуть на виготовлення дитячого харчування, джемів, чипсів, кексів, морозива і сурогатної кави. Борошно з бананів є одним з компонентів кондитерських виробів. З плодів виготовляють різні напої, у тому числі і алкогольні — пиво і вино. Сушені банани, відомі як «бананові фіги», можуть зберігатися достатньо тривалий час. На додаток, в їжу можуть уживатися молоді пагони рослин — наприклад, в Індії їх їдять як овочі і додають в соус карі.
Серед інших страв з бананів слід зазначити бананові чипси — легку закуску, що виробляється із зневоднених або смажених бананів, найчастіше плантанів. Вони мають колір від жовтуватого до темно-коричневого та інтенсивний банановий смак. Десертні сорти бананів також використовуються для виготовлення варення. З бананів також роблять сік в промисловому виробництві. 

## Цікаві акти
- У світі відзначають День банана щорічно 10 квітня, так як вважається, що в цей день 1633 року банани з'явилися у продажу в Лондоні в крамниці аптекаря і ботаніка Томаса Джонсона.[21]
- З відомих тисячі видів плодів бананів, їстівні тільки 6 видів.[22]
- Існує наукова думка, що банани були першими відомими плодами на Землі.[23]
- У Таїланді квіти банана вважають делікатесом, що вживають у їжу.[23]